# Ewald Schild
Ewald Schild (* 30. Mai 1899 in Wien; † 3. Oktober 1962 in Linz) war ein österreichischer Biologe. 

## Leben
Er arbeitete als Dozent am Pädagogischen Institut der Stadt Wien und wirkte als Leiter der mikrobiologischen Station in Linz. Sein zentrales Arbeitsgebiet war die praktische Mikroskopie, insbesondere die Ausarbeitung der Küvettenmikroskopie.
Er beantragte am 25. Mai 1938 die Aufnahme in die NSDAP und wurde rückwirkend zum 1. Mai 1933 aufgenommen (Mitgliedsnummer 1.619.449).
1951 war er einer der Preisträger des Karl-Renner-Preises.

## Werke
- Ein Bilderbuch des Unsichtbaren. Brücken-Verlag, Linz 1947
- Praktische Mikroskopie. Verlag Maudrich, Wien 1955
- Das Rätsel des Lebens – und andere biologische Plaudereien. Freidenker-Verlag, Wien 1922